# Lucius II.
Lucius II., ursprünglich Gerardus Caccianemici de l'Orso († 15. Februar 1145), war Papst ab 9. März (Inthronisation am 12. März) 1144.
Er stammte aus Bologna, war der Sohn Alberts de l’Orso und gehörte zuerst den Augustiner-Chorherren in Lucca an. 1123 wurde er zum Kardinalpriester von Santa Croce in Gerusalemme (Rom) ernannt und wirkte später als päpstlicher Legat in Deutschland für die Päpste Honorius II. und Innozenz II. Es ist hauptsächlich seinen Bemühungen zuzuschreiben, dass Lothar III. zwei Züge nach Italien unternahm, um Innozenz II. vor dem Gegenpapst Anaklet II. zu schützen. Innozenz II. berief ihn zum Leiter der päpstlichen Kanzlei, die er unter dem Titel des bibliothecarius führte. Es wird angenommen, dass er die deutsche Sprache beherrschte.
Sein stürmisches Pontifikat war gekennzeichnet durch die Errichtung einer revolutionären Republik in Rom, die den Papst seiner weltlichen Macht zu berauben suchte, und die Anerkennung der päpstlichen Oberhoheit über Portugal.
1144 traf er Roger II. von Sizilien in Ceprano, um dessen Pflichten als Vasall des Heiligen Stuhls zu klären. Lucius wollte die Forderungen Rogers nicht akzeptieren und wies ihn zurück, aber Roger zwang Lucius mit Waffengewalt, seine Bedingungen zu akzeptieren.
Der römische Senat, der während des Pontifikats von Innozenz II. praktisch sämtliche weltliche Macht vom Papst übernahm und von Lucius aufgelöst wurde, übernahm, ermutigt durch Lucius’ Niederlage, wieder die Macht. Lucius rief vergeblich den römisch-deutschen König Konrad III. zu Hilfe und zog schließlich mit einer kleinen Armee gegen den Senat. Auch diesen Krieg verlor Lucius. Gottfried von Viterbo zufolge wurde er während dieses Kampfes schwer verwundet und starb einige Tage später an seinen Verletzungen.